# Мішкове
Мішкове — проміжна залізнична станція 5-го класу Херсонської дирекції Одеської залізниці на лінії Колосівка — Миколаїв між станціями Тернівка-Миколаївська (15 км) та Миколаїв (6 км). Розташована в Інгульському районі міста Миколаїв, на північно-східній околиці міста.

## Історія
Станція відкрита 1969 року.

## Пасажирське сполучення
На станції зупиняються приміські поїзди сполученням Миколаїв-Вантажний — Колосівка (курсує 
одна пара поїздів щоп'ятниці та щонеділі).